# 케라톱스과
케라톱스과는 주식두류 공룡의 한 과(Family)로 트리케라톱스와 스티라코사우루스 등 많은 종을 포함하고 있는 그룹이다. 알려진 종들은 모두 사족보행을 하는 초식성 동물로 주로 북아메리카 서부의 (시노케라톱스는 아시아에서 발견되었지만) 백악기 상부 지층에서 발견되며 부리, 턱의 뒤쪽에 위치한 음식을 자를 수 있는 이빨, 그리고 정교한 뿔과 프릴 등의 특징을 가지고 있다. 이 그룹은 두 개의 아과(subfamily)로 나뉜다. 케라톱스아과, 혹은 카스모사우루스아과는 긴 삼각형의 프릴과 잘 발달된 이마의 뿔이 특징이다. 켄트로사우루스아과는 코 위의 뼈, 혹은 코 위의 돌출부위가 잘 발달되어 있고 상대적으로 짧고 네모난 프릴, 그리고 프릴 뒤쪽에 정교한 돌기들을 가지고 있다.
뿔과 프릴들은 매우 다양한 형태를 보여주며 여러 종들을 구분하는 주된 방법이기도 하다. 이런 장식물의 목적은 분명하지 않다. 포식자들로부터 자신을 방어하는 것이 목적이었을 수도 있다. 프릴은 많은 경우에 상대적으로 약한 편이긴 하다. 하지만 현생 코뿔소와우제류처럼 성적 과시를 위한 것이거나 종내의 싸움을 위한 것이었을 수도 있다. 파키리노사우루스와 아켈로우사우루스의 두개골에서 볼 수 있는 커다란 돌출부는 현생 사향소에서 볼 수 있는 뿔의 기저부와 닮아 있어서 이들이 서로 박치기를 했을 수도 있으리라 보인다. 켄트로사우루스아과는 종종 다른 종들은 거의 없이 이들의 화석으로만 이루어진 지층에서 발견되어 큰 무리를 이루어 생활했을 가능성도 있다.

## 고생물학

### 행동

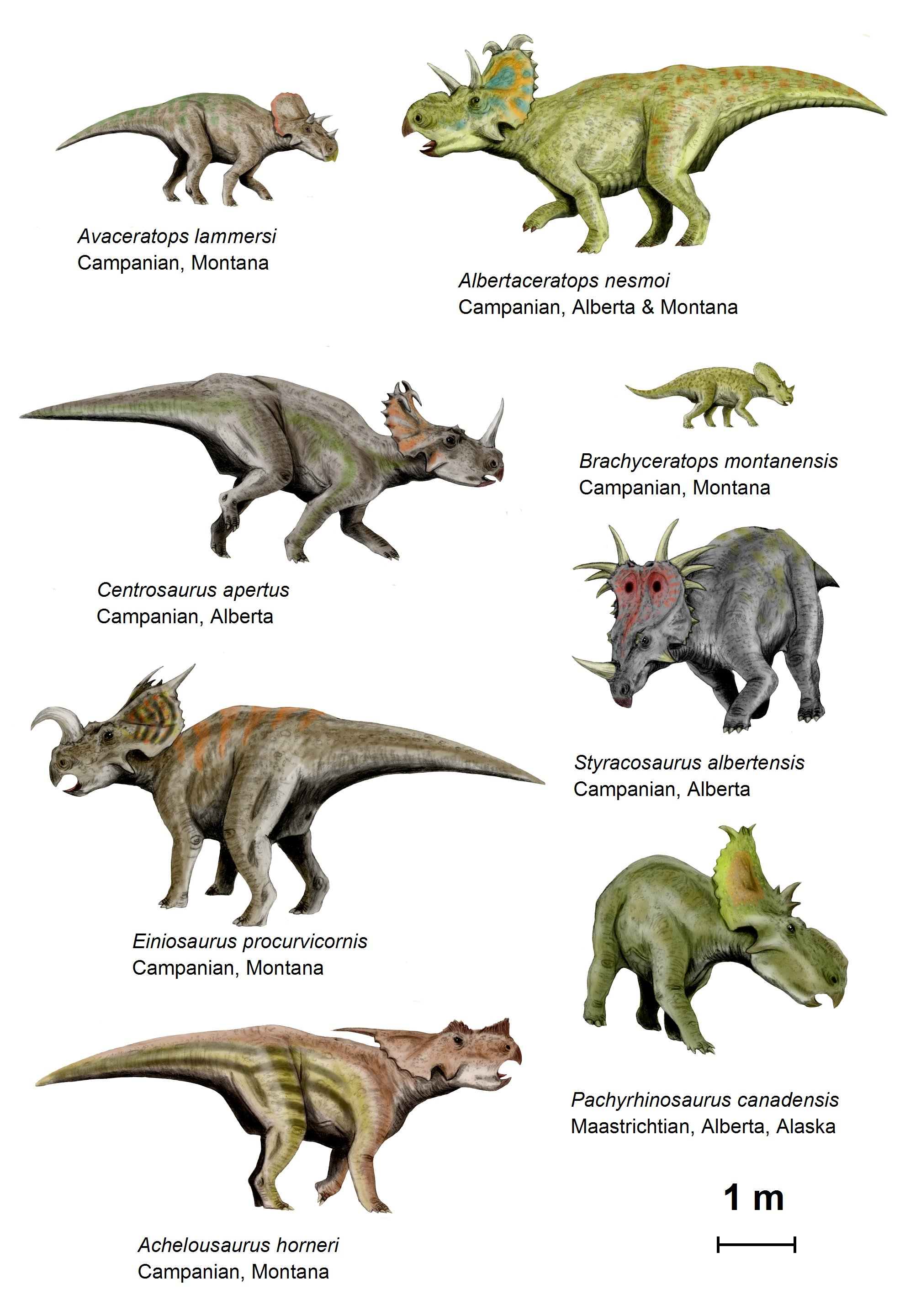
켄트로사우루스아과의 케라톱스과 공룡들의 머리에 있는 장식들은 성장이 완전히 끝난 후에 자라났다. 스코트 샘슨은 케라톱스과 공룡과 유사한 생활사를 가지는 현생 포유류를 비교하면 각룡의 사회생태학적 생활에 대한 통찰을 얻을 수 있을 것이라고 주장했다.

여러 종의 대형 케라톱스과 공룡 화석이 무더기로 발견되는 퇴적층을 보면 이들은 최소한 어느 정도는 사회성을 지니고 있었던 것 같다. 하지만 케라톱스과 공룡의 사회적 행동의 정확한 내용은 논쟁거리가 되어 왔다. 1997년에 레만은 다수의 개체들이 보존되어 있는 뼈층 (bonebeds) 은 국지적인 "감염"에 의한 것이라고 주장하며 현생 악어나 거북에서 볼 수 있는 유사한 사례와 비교했다. 스코트 샘슨과 같은 다른 연구자들은 이 퇴적층이 "복잡한 사회를 이루는" 큰 무리의 흔적이라고 해석한다.
케라톱스과의 뿔이나 프릴과 같은 눈에 띄는 짝짓기 신호를 가진 현생 동물들은 이와 같은 류의 크고 복잡한 사회를 이루는 경우가 많다. 샘슨은 이전의 연구에서 켄트로사우루스아과의 케라톱스과 공룡들이 완전히 성장하기 이전에는 짝짓기 신호용 구조들을 완전히 발달시키지 않는다는 사실을 알아냈다. 샘슨은 켄트로사우루스아과의 공룡들이 짝짓기 신호에 사용되는 구조를 천천히 성장시키는 것과 나이와 연관된 차이에 기반하여 사회의 계층 구조가 만들어지는 동물들의 사춘기가 길다는 것 사이의 공통점을 발견하였다. 이런 류의 그룹에서 젊은 수컷들을 보통 성적으로 성숙하고 나서 수 년이 지나야 짝짓기 신호에 사용되는 구조가 완전히 발달하여 그때서야 실제 짝짓기를 시작하게 된다. 암컷들은 그와 달리 이런 긴 사춘기를 거치지 않는다.
케라톱스과 공룡이 무리생활을 했으리라는 생각을 지지하는 연구자들은 이들이 집단으로 발견되는 것이 계절적인 원인이라고 생각하기도 한다. 이 가설에서는 케라톱스과 공룡들이 우기 동안에는 해변 가까이에서 작은 무리를 지어 살다가 건기가 시작되면 내륙으로 이동하는 것으로 생각한다. 내륙 쪽에서 큰 무리를 이룬다는 생각은 해변보다는 내륙 쪽의 퇴적층에서 뼈층이 훨씬 많이 발견된다는 사실에서 비롯되었다. 케라톱스과 공룡이 해안에서 내륙쪽으로 이동하는 것은 번식지로 이동하는 것이었을 수도 있다. 오늘날 큰 무리를 지어 생활하는 아프리카의 많은 동물들이 계절에 따라 이에 유사한 행동을 하곤 한다. 큰 무리를 지어 행동하는 것이 케라톱스과 공룡의 주 포식자인 티라노사우루스과 공룡들로부터 어느 정도 보호해주는 역할을 했을 수도 있다.

### 식성
케라톱스과 공룡들은 고도로 분화된 치열(dental batteries)을 이용해 섬유질이 많은 식물을 섭취하는 데 적응되어 있었다. 이들은 섬유질을 분해하기 위해 장내 세균총의 도움으로 발효를 시켰을 수도 있다. 말론과 동료들은 2013년에 라라미디아 섬대륙에서 초식동물들의 공존에 대한 연구를 하여 케라톱스과 공룡들은 1 미터, 혹은 그보다 낮게 자라는 식물들을 주로 섭취했을 것이라고 결론내렸다.

### 생리학
케라톱스과 공룡들은 아마 큰 몸집을 가진 동물들이 대개 그렇듯이 상대적으로 낮은 체중대비 대사율을 가지고 있었을 것이다.

### 성적 이형성
스코트 D. 샘슨의 주장으로는 케라톱스과 공룡들과 비교할 수 있는 현생 동물들의 예를 볼 때 만일 케라톱스과 공룡들이 성적 이형성을 보였다면 그 성적이형성은 뿔과 프릴 같은 구조에서 나타났을 것이라고 한다. 이들 공룡이 몸 크기나 짝짓기 신호등에서 성적 이형성을 보인다는 뚜렷한 증거는 알려져 있지 않지만 더 원시적인 각룡류인 프로토케라톱스 앤드류시는 프릴과 코의 돌출부 크기로 암수를 구분하는 것이 가능하다. 이 경향은 다른 네발동물 그룹에서 중간 크기의 동물이 더 큰 동물들보다 뚜렷하게 성적 이형성을 보이는 것과 잘 맞아떨어진다. 하지만 성적 이형성이 있더라도 색깔이나 늘어진 살 등 연질부의 특징이었다면 화석으로 보존되지는 않았을 것이다.

## 진화
스코트 D. 샘슨은 케라톱스과 공룡의 진화를 포유류 그룹과 비교했다. 둘 다 지질학적으로 볼 때 빠른 진화를 이루어냈고 동시에 큰 몸, 특화된 섭식 도구 (치열), 그리고 뿔 등 다양한 구조를 가지게 되었다.

## 고생태학
케라톱스과 공룡들의 주 포식자는 티라노사우루스과 공룡들이었다.
트리케라톱스와 티라노사우루스 사이에 싸움이 있었다는 증거로 트리케라톱스 이마 위의 뿔과 인상골(프릴 부위의 뼈)에 난 티라노사우루스의 이빨 자국이 있다.물린 뿔은 부러졌고, 그 후 새 뿔이 자라났다. 정확히 어떤 일이 일어났는지는 알려져 있지 않다. 트리케라톱스가 먼저 공격을 했을 수도, 티라노사우루스가 먼저 공격을 했을 수도 있다. 트리케라톱스의 상처가 나은 흔적이 있으므로 트리케라톱스가 이 사건에서 티라노사우루스를 이기고 살아남았을 가능성이 높다. 고생물학자인 피터 도드슨은 수컷 트리케라톱스와의 싸움이라면 트리케라톱스가 우세했을 것이고 뿔을 이용해 티라노사우루스에게 치명적인 상처를 입혀 자신을 방어하는 데 성공했을 것이라고 보았다.

## 분류체계
- 케라톱스과
  - 켄트로사우루스아과

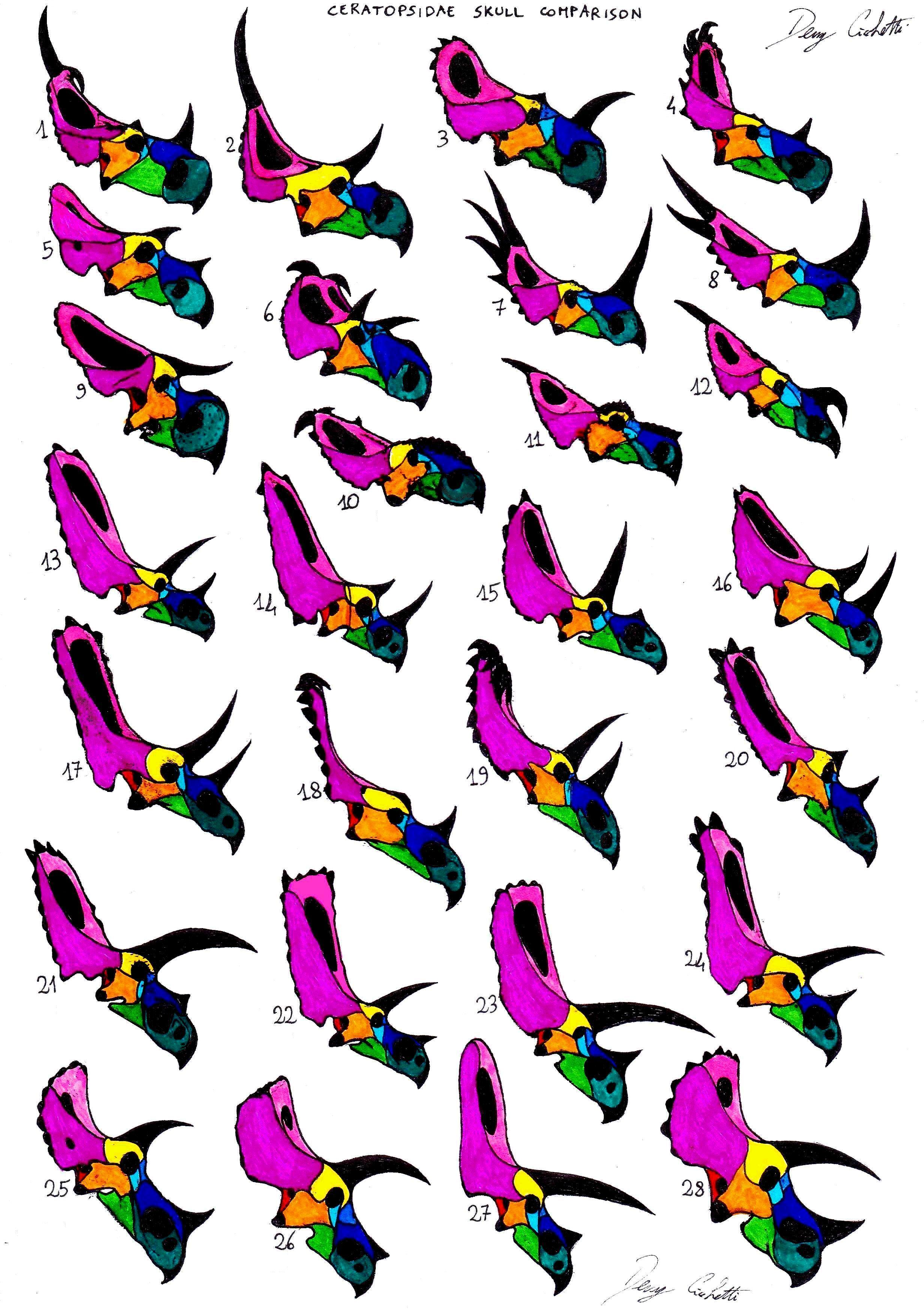
케라톱스과 공룡들의 두개골 비교

    - 알베르타케라톱스 - (캐나다 앨버타 주, ?미국 몬태나 주)
    - 아바케라톱스 - (미국 몬태나 주)
    - 브라키케라톱스 - (미국 몬태나주 & 캐나다 앨버타 주)
    - 켄트로사우루스 - (캐나다 앨버타 주)
    - 코로노사우루스 - (캐나다 앨버타 주)
    - 디아블로케라톱스 - (미국 유타 주)
    - 모노클로니우스 - (미국 몬태나주 & 캐나다 앨버타 주)
    - 나수토케라톱스 - (미국 유타 주)
    - 루베오사우루스 - (미국 몬태나 주)
    - 스피놉스 - (캐나다 앨버타 주)
    - 스티라코사우루스 - (캐나다 앨버타 주 & 미국 몬태나 주)
    - 제노케라톱스 - (캐나다 앨버타 주)
    - 파키리노사우루스족
      - 아켈로우사우루스 - (미국 몬태나 주)
      - 에이니오사우루스 - (미국 몬태나 주)
      - 파키리노사우루스- (캐나다 앨버타 주, 미국 알라스카 주)
      - 시노케라톱스 - (중국 산둥)

  - 케라톱스아과
    - 케라톱스 - (미국 몬태나주 & 캐나다 앨버타 주)

  - 카스모사우루스아과
    - 아가타우마스 - (미국 와이오밍 주)
    - 아구자케라톱스 - (미국 텍사스 주)
    - 안키케라톱스 - (캐나다 앨버타 주)
    - 아르히노케라톱스 - (캐나다 앨버타 주)
    - 카스모사우루스 - (캐나다 앨버타 주)
    - 코아후일라케라톱스 - (멕시코 코아후일라 지방)
    -  ? 디스가누스 - (미국 몬태나 주)
    - 주디케라톱스 - (미국 몬태나 주)
    - 코스모케라톱스 - (미국 유타 주)
    - 메두사케라톱스 - (미국 몬태나 주)
    - 모조케라톱스 - (캐나다 앨버타 주, 사스캐처원 주)
    - 펜타케라톱스 - (미국 뉴멕시코 주)
    -  ? 폴리오낙스 - (미국 콜로라도 주)
    - 유타케라톱스 - (미국 유타 주)
    - 바가케라톱스 - (캐나다 앨버타 주)
    - 트리케라톱스족
      - 에오트리케라톱스 - (캐나다 앨버타 주)
      - 네도케라톱스 - (미국 와이오밍 주)
      - 오조케라톱스 - (미국 뉴멕시코 주)
      - 타탄카케라톱스 - (미국 사우스다코타 주)
      - 티타노케라톱스 - (미국 뉴멕시코 주)
      - 토로사우루스 - (미국 와이오밍, 몬태나, 사우스다코타, 노스다코타, 유타 주, 캐나다 사스캐처원 주)
      - 트리케라톱스 - (미국 몬태나, 와이오밍 주, 캐나다 앨버타, 사스캐처원 주, 인도 라자수탄, 마하라슈트라, 서벵골 주)
      - 히에노사우루스 - (미국 몬태나, 와이오밍, 사우스다코다 주, 캐나다 앨버타 주, 인도 마하라슈트라, 라자스탄, 서벵골, 안드라프라데시 주)
      - 브론토케라톱스 - (미국 몬태나, 와이오밍, 사우스다코다, 유타 주, 캐나다 앨버타, 사스캐처원 주, 인도 마하라슈트라, 라자스탄 주)
      - 인도케라톱스 - (인도 라자스탄, 마하라슈트라, 서벵골, 안드라프라데시 주)

## 참고 문헌
- Dodson, P. (1996). The Horned Dinosaurs. Princeton University Press, Princeton, New Jersey, pp. xiv-346
- Dodson, P., & Currie, P. J. (1990). "Neoceratopsia." 593-618 in Weishampel, D. B., Dodson, P., & Osmólska, H. (eds.), 1990: The Dinosauria. University of California Press, Berkeley, Los Angeles, Oxford, 1990 xvi-733.
- Sampson, S. D., 2001, Speculations on the socioecology of Ceratopsid dinosaurs (Orinthischia: Neoceratopsia): In: Mesozoic Vertebrate Life, edited by Tanke, D. H., and Carpenter, K., Indiana University Press, pp. 263–276.